# 馬斯巴特省
马斯巴特省（英语：Masbate）是菲律宾比科尔的省份之一，是一个岛屿省份，首府是马斯巴特市，主要由马斯巴特岛、蒂考岛、布里亚斯岛组成，北部为圣贝纳迪诺海峡。马斯巴特岛被认为是菲律宾的中心。拥有人口598813，其中85％是天主教徒。